# IC 3855
IC 3855 је лентикуларна галаксија у сазвјежђу Ловачки пси која се налази на листи објеката дубоког неба у Индекс каталогу.
Деклинација објекта је + 36° 47' 11" а ректасцензија 12h 53m 22,6s. Привидна величина (магнитуда) објекта IC 3855 износи 15,7 а фотографска магнитуда 16,7. IC 3855 је још познат и под ознакама NPM1G +37.0374, PGC 3088326.